# Edward Bret
Edward Bret, né le 9 novembre 1907 à Cannes et mort dans la même ville le 3 mai 1996, est un ancien pilote automobile et aviateur (notamment sur Moth) anglais de la fin des années 1920, spécialiste de courses de côte provençales, ayant vécu sur la Côte d'Azur.

## Biographie

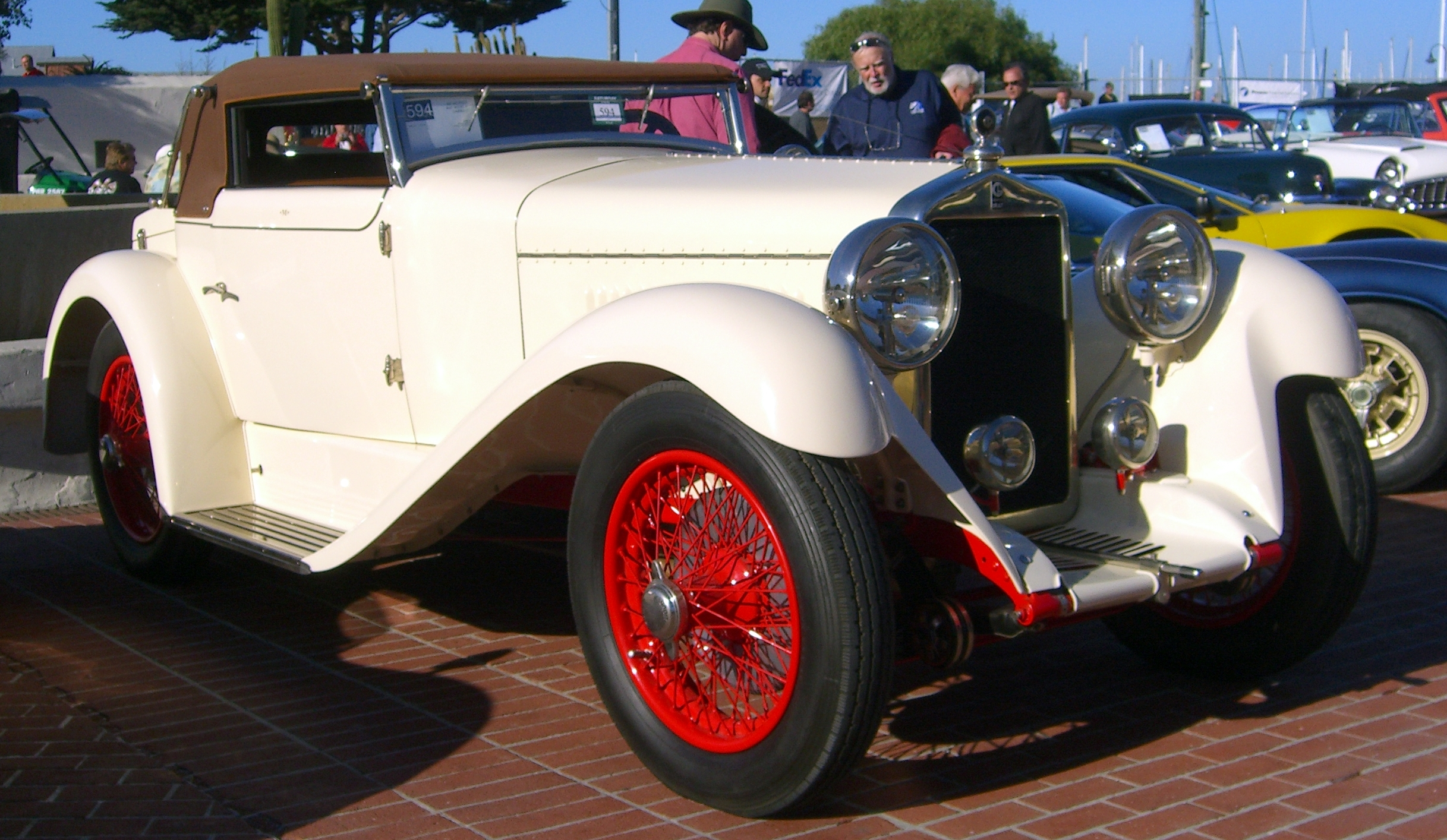
Un cabriolet Georges Irat de 1927.

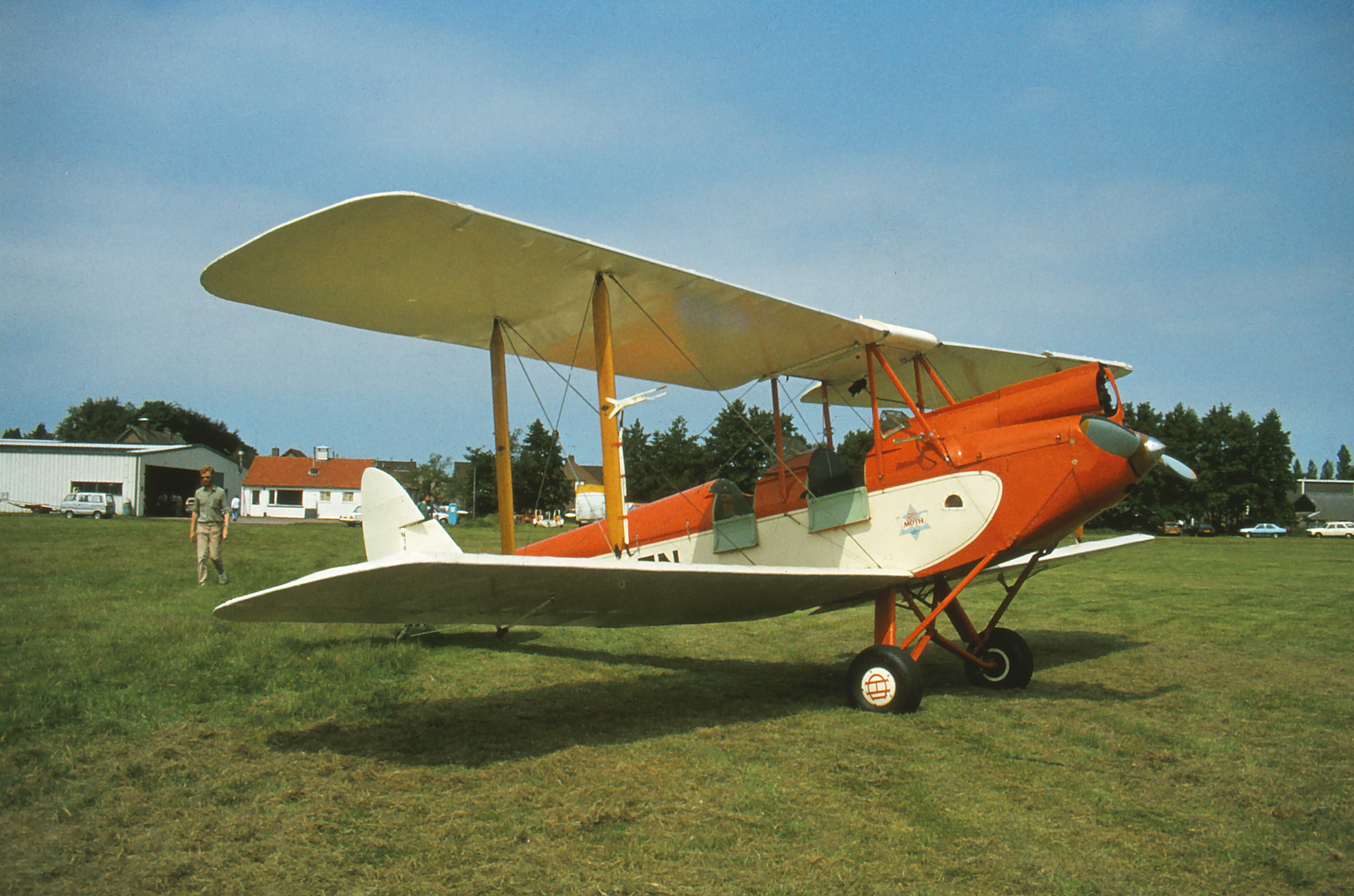
Un DH Gipsy Moth.

Son père était notaire et le directeur de l'Hôtel des Anglais de Cannes où Albert Edouard Antoine Bret est né.
Il posséda sa première voiture de course à l'âge de 17 ans (une 2L. Sport de Georges Irat, avec laquelle il gagna quelques courses), et à 19 ans il avait une Bugatti T37. La T35C fut entre ses mains à l'âge de vingt ans: il la récupéra personnellement en Alsace un 2 juin 1927, pour aller la faire immatriculer à Paris. 
Edward travaillait pour la British Aviation Insurance et était notamment l'agent de de Havilland pour sa compagnie.
Il fut l'un des tout premiers pilotes privé à pouvoir survoler la Côte d'Azur à bord de son appareil personnel, acheté en 1929 grâce à la vente de sa Bugatti, puis il devint pilote-instructeur au CFS d'Istres.
Il acheta son DH Gipsy Moth lors de l'Olympia Aero Show de 1929 organisé en Angleterre par l'entremise de Malcolm Campbell, qui échangea sa toute nouvelle Bugatti 2L.. La voiture fut embarquée directement depuis Cannes dans un cargo à vapeur avec ses pièces de rechange, dans l'état où l'usine de Molsheim l'avait préparée pour le Grand Prix du Guipuscoa à Saint-Sébastien. Bret ne revit plus jamais ce véhicule.
Son mécanicien personnel automobile était l'italien Menoni.

## Palmarès

### Automobile
Grand Prix:

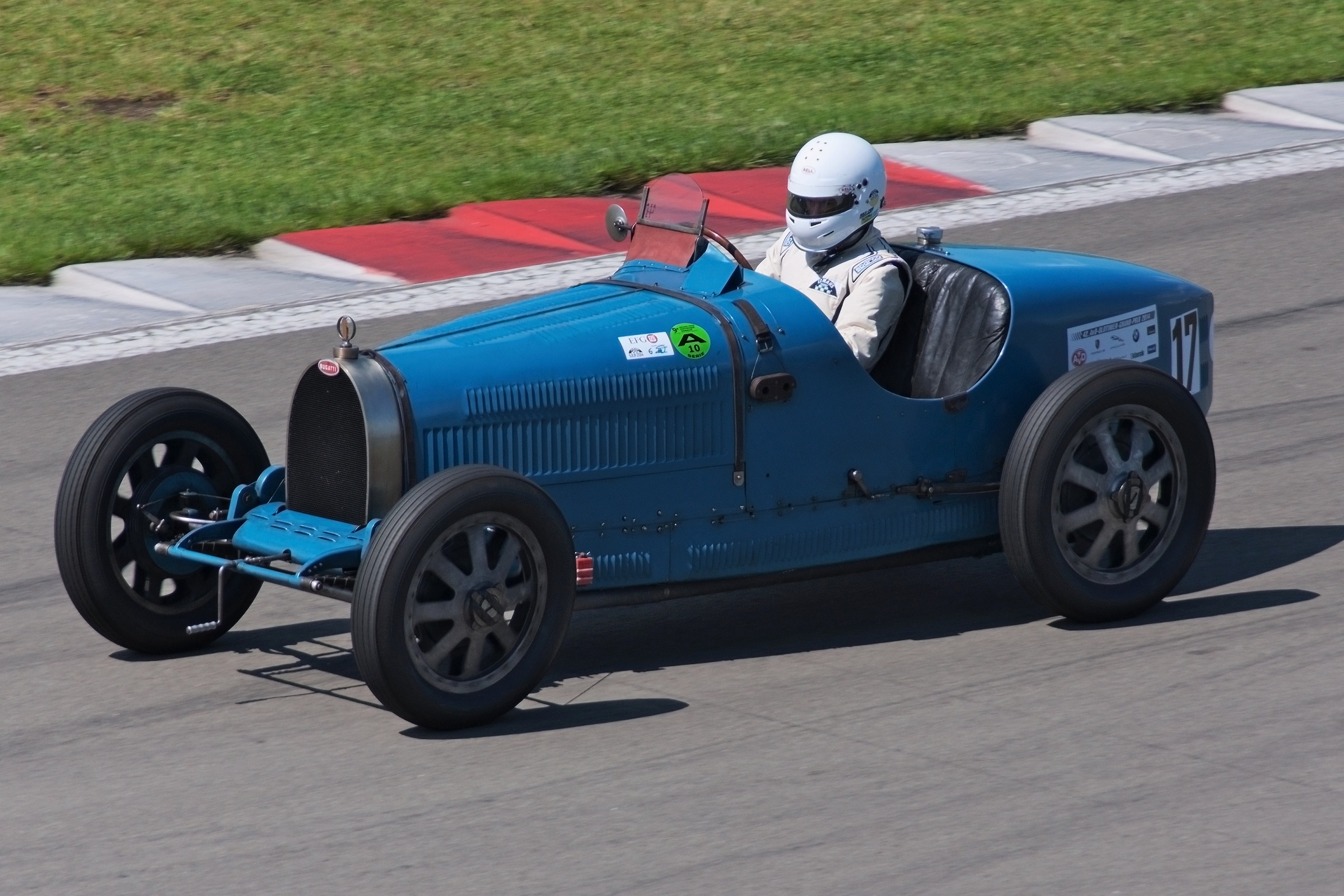
Une Bugatti T35C.

- 1er au Circuit des Gattières, en 1927 sur Bugatti T35C 2.3L.;
- 1er au Circuit de la Riviera (ancienne Montée de Super Cannes), en 1929 sur Bugatti T35C 2L. (à Cannes devant René Dreyfus ; meilleur tour en course et également vainqueur de la cinquième course);
- 2e du Circuit de la Riviera, en 1928 sur  Bugatti T35C (derrière Louis Chiron, tous deux meilleur tour en course; également vainqueur de la troisième course);
- 5e du Grand Prix de San Sebastian, en 1927 sur Bugatti T37;

Courses de côte (9 victoires):

- La Californie[Où ?] (Nice, en mars), en 1927 sur Bugatti T37 (alors qu'à 20 vingt ans il est encore soldat de seconde classe);
- Montréjeau (Comminges), en 1927 sur Bugatti T35C;
- Côte du Val de Cuech (Salon-de-Provence), en 1927 sur Bugatti T35C;
- L'Hôpital[Où ?] (Aix-en-Provence), en 1927 sur Bugatti T35C;
- La Californie (Nice, en novembre), en 1927 sur Bugatti T35C;
- La Californie (Nice), en 1928 sur Bugatti 2L.;
- Boulevard Michelet (à Marseille), en 1928 sur Bugatti T35C;
- Les Alpilles (Avignon), en 1928 sur Bugatti T35C;
- L'Hôpital (Aix-en-Provence), en 1928 sur Bugatti T35C.

(nb: le 1er avril 2012, l'Automobile Club Cannes Côte d'Azur a organisé une course commémorative de la Montée de Super Cannes pour les 40 ans de sa dernière édition, avec véhicules de 1900 à 1940)

### Aviation
- Coupe Zénith, pour les Tours de France aériens de 1930 et 1931, sur DH.60M « Moth ».